# Padenia unifasciana
Padenia unifasciana är en fjärilsart som beskrevs av Embrik Strand 1922. Padenia unifasciana ingår i släktet Padenia och familjen björnspinnare. Inga underarter finns listade i Catalogue of Life.